# 10971 van Dishoeck
A 10971 van Dishoeck (ideiglenes jelöléssel 1179 T-2) a Naprendszer kisbolygóövében található aszteroida. Cornelis Johannes van Houten,  Ingrid van Houten-Groeneveld és Tom Gehrels fedezte fel 1973. szeptember 29-én.